# Gihadisme salafita
El gihadisme salafita és una ideologia religiosa-política transnacional basada en la creença del gihadisme "físic" i el moviment salafista de retornar allò que els seus partidaris creuen com a vertader islam sunnita.

## Llista de grups
Segons Seth G. Jones de l'organització Rand en el 2014 hi hi havia al voltant 50 agrupacions gihadistes-salafites. (Jones defineix els grups gihadistes-salafites com aquells que emfasitzen la importància de retornar a un “pur” islam, allò del Sàlaf, els avantpassats pietosos; i aquells creient que el gihad violent és fard ‘ayn (un deure religiós personal)).
| Nom de Grup                                                                                | Base d'Operacions                              | Anys         |
| ------------------------------------------------------------------------------------------ | ---------------------------------------------- | ------------ |
| Brigades Abdullah Azzam (Yusuf al-Uyayri Battalions)                                       | Aràbia Saudita                                 | 2009–present |
| Brigades Abdullah Azzam (Ziyad al-Jarrah Battalions)                                       | Líban                                          | 2009–present |
| Grup Abu Sayyaf (GAS)                                                                      | Filipines                                      | 1991–present |
| Exèrcit Islàmic d'Aden-Abyan (EIAA)                                                        | Iemen                                          | 1994–present |
| Al-Itihaad al-Islamiya (AIAI)                                                              | Somàlia, Etiòpia                               | 1994–2002    |
| Al-Qaida (nucli)                                                                           | Pakistan                                       | 1988–present |
| Al-Qaeda en Aceh (un.k.Un. Tanzim al Qa'ida Indonèsia per Serambi Makkah)                  | Indonèsia                                      | 2009–2011    |
| Al-Qaida en la península Aràbiga (Aràbia Saudita)                                          | Aràbia Saudita                                 | 2002–2008    |
| Al-Qaida en la península Aràbiga (Iemen)                                                   | Iemen                                          | 2008–present |
| Al-Qaida del Magrib Islàmic (AQMI, anteriorment Salafist Grup per Predicar i Combat, GSPC) | Algèria                                        | 1998–present |
| Al Takfir wal al-Hijrah Israel (Gaza),                                                     | Egipte (Sinai)                                 | 2011–present |
| Al-Mulathamun (Mokhtar Belmokhtar)                                                         | Mali, Líbia, Algèria                           | 2012–2013    |
| Al-Murabitun (Mokhtar Belmokhtar)                                                          | Mali, Líbia, Algèria                           | 2013–present |
| Aliança pel Re-liberation de Somàlia-Unió de Tribunals islàmics (UIC/d'ARS)                | Somàlia, Eritrea                               | 2006–2009    |
| Ansar al-Islam                                                                             | Iraq                                           | 2001–present |
| Ansar al-Sharia (Egipte)                                                                   | Egipte                                         | 2012–present |
| Ansar al-Sharia (Líbia)                                                                    | Líbia                                          | 2012–present |
| Ansar al-Sharia (Mali)                                                                     | Mali                                           | 2012–present |
| Ansar al-Sharia (Tunísia)                                                                  | Tunísia                                        | 2011–present |
| Ansar Esquer al-Maqdis (un.k.Un. Ansar Jerusalem)                                          | Israel (Gaza)                                  | 2012–present |
| Ansaru                                                                                     | Nigèria                                        | 2012–present |
| Osbat al-Ansar (AAA)                                                                       | Líban                                          | 1985–present |
| Bangsamoro Lluitadors de Llibertat islàmica (BIFF, un.k.Un. BIFM)                          | Filipines                                      | 2010–present |
| Boko Haram                                                                                 | Nigèria                                        | 2003–present |
| Chechen República de Ichkeria (Basayev facció)                                             | Rússia (Chechnya)                              | 1994–2007    |
| De l'est Turkestan Moviment islàmic (ETIM, un.k.Un. Turkestan Partit islàmic)              | Xina (Xinjang)                                 | 1989–present |
| Gihad islàmic egipci (EIJ)                                                                 | Egipte                                         | 1978–2001    |
| Harakat Ahrar al-Sham al-Islamiyya                                                         | Síria                                          | 2012–present |
| Harakat al-Shabaab al-Mujahideen                                                           | Somàlia                                        | 2002–present |
| Harakat al-Shuada'Un al Islamiyah (un.k.Un. El moviment del màrtir islàmic, IMM)           | Líbia                                          | 1996–2007    |
| Harakat Ansar al-Xivarri                                                                   | Mali                                           | 2011–present |
| Hizbul al Islam                                                                            | Somàlia                                        | 2009–2010    |
| Imarat Kavkaz (IK, o Caucasus Emirat)                                                      | Rússia (Chechnya)                              | 2007–present |
| Indi Mujahedeen                                                                            | India                                          | 2005–present |
| Unió de Gihad islàmic(un.k.Un. Grup de Gihad islàmic)                                      | Uzbekistan                                     | 2002–present |
| Moviment islàmic d'Uzbekistan (IMU)                                                        | Uzbekistan, Kyrgyzstan                         | 1997–present |
| Estat islàmic d'Iraq i al-Sham (ISIS)                                                      | Iraq, Síria                                    | 2004–present |
| Jabhat al-Nusrah                                                                           | Síria                                          | 2011–present |
| Jaish ul-Adl                                                                               | Iran                                           | 2013–present |
| Jaish al-Islam (Un.k.Un. Tawhid I Brigades de Gihad)                                       | Israel (Gaza), Egipte (Sinai)                  | 2005–present |
| Jaish al-Ummah (JaU)                                                                       | Israel (Gaza)                                  | 2007–present |
| Jamaat Ansar Bayt al-Maqdis                                                                | Egipte (Sinai)                                 | 2011–present |
| Jamaat Ansarullah (JA)                                                                     | Tadjikistan                                    | 2010–present |
| Jamaah Ansharut Tauhid (JAT)                                                               | Indonèsia                                      | 2008–present |
| Jemaah Islamiyah (JI)                                                                      | Indonèsia, Malàisia, Filipines, Singapur       | 1993–present |
| Jondullah                                                                                  | Pakistan                                       | 2003–present |
| Jund al-Sham                                                                               | Líban, Síria, Israel (Gaza), Qatar, Afganistan | 1999–2008    |
| Khalifa Islamiyah Mindanao (KIM)                                                           | Filipines                                      | 2013–present |
| Lashkar-e-Taiba (DEIXAT, un.k.Un. Mansoorian)                                              | Pakistan (Kashmir)                             | 1990–present |
| L'islàmic libi que Lluita Grup (LIFG)                                                      | Líbia                                          | 1990–present |
| Liwa al-Islam                                                                              | Síria                                          | 2011–present |
| Liwa al-Tawhid                                                                             | Síria                                          | 2012–present |
| Marroquí islàmic Combatant Grup (GICM)                                                     | Marroc, Europa Occidental                      | 1998–present |
| Moviment per Tawhid i Gihad en Àfrica De l'oest (MUJAO)                                    | Mali                                           | 2011–2013    |
| Xarxa de Jamal del Muhammad (MJN)                                                          | Egipte                                         | 2011–present |
| Mujahideen Shura Consell                                                                   | Israel (Gaza), Egipte (Sinai)                  | 2011–present |
| Salafia Jihadia (Mentre-Sirat al Moustaquim)                                               | Marroc                                         | 1995–present |
| Suqour al-Sham Brigada                                                                     | Síria                                          | 2011–2015    |
| Tawhid wal Gihad                                                                           | Iraq                                           | 1998–2004    |
| Tunisian Grup de combat (TCG)                                                              | Tunísia, Europa Occidental                     | 2000–2011    |